# Upolu

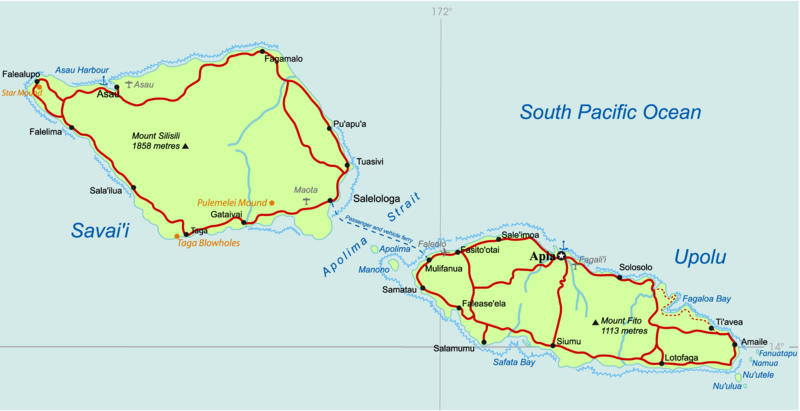
Lägeskarta

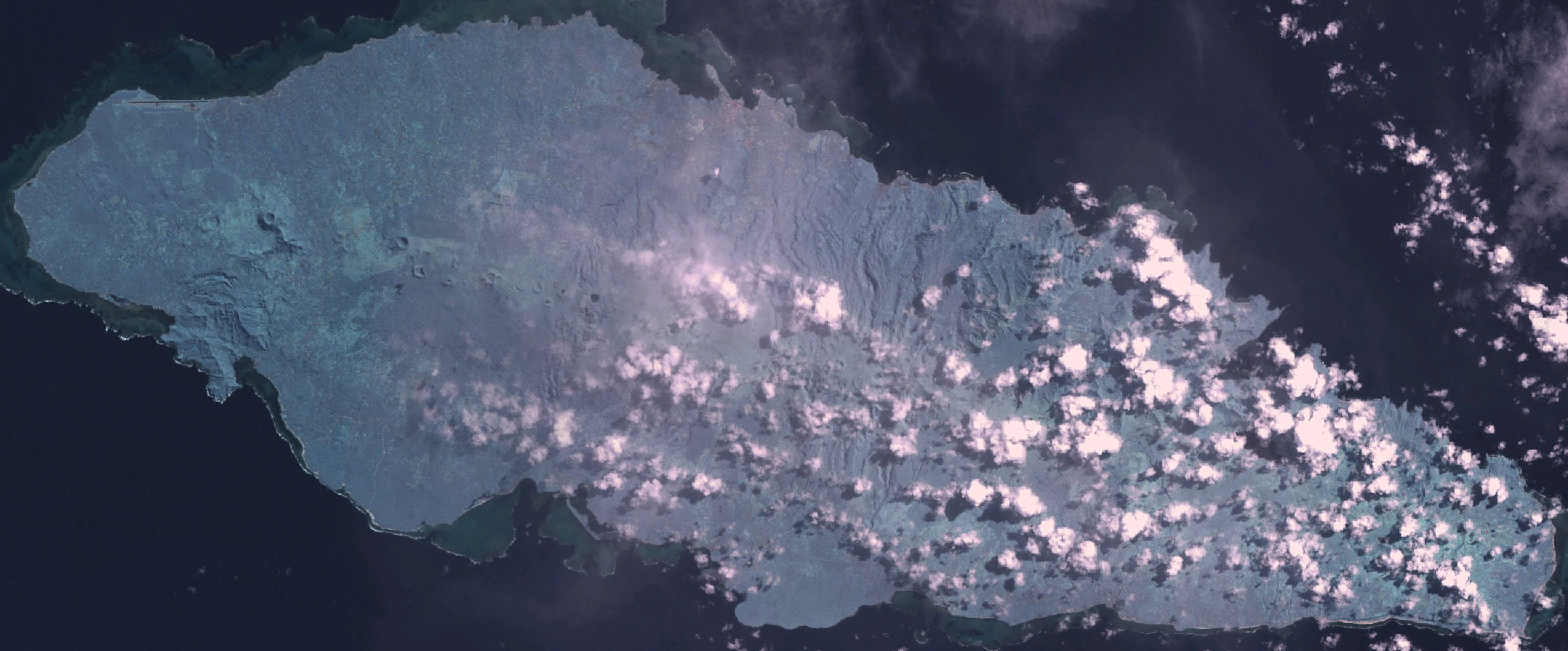
Upolu

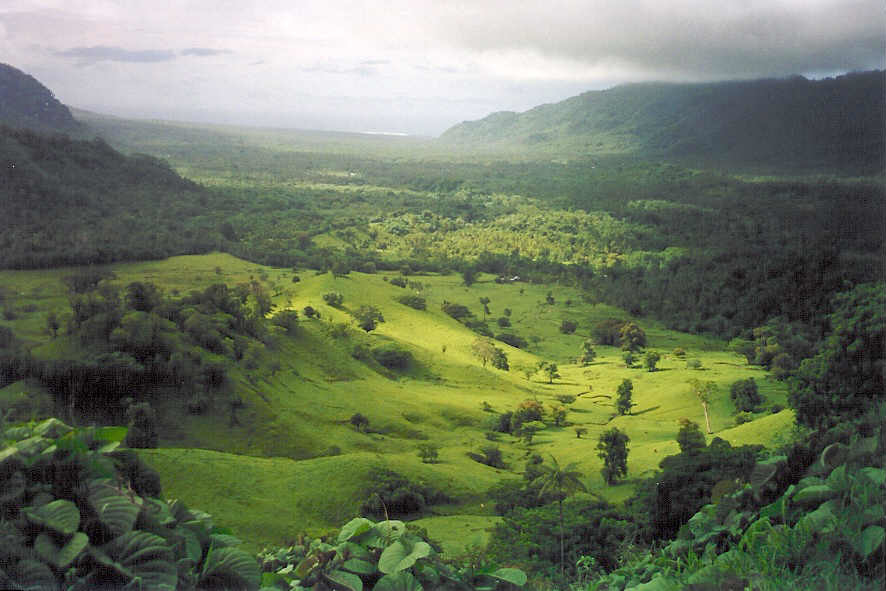
östra Upolu

Upolu (samoanska  'O 'Upolu ) är huvudön i Samoa i södra Stilla havet.

## Geografi
Upolu ligger cirka 70 km nordväst om Amerikanska Samoa och 18 km sydöst om Savaii.
Ön är av vulkaniskt ursprung och har en areal om ca 1 118 km², längden är cirka 75 km och bredden cirka 24 km. Det är den näst största ön i Samoa och ön omges av en rad småöar.
Den högsta höjden är Mauga Fito på ca 1 158 m ö.h. och ligger på Upolus mellersta del.
Det finns flera vattenfall med bl.a. Fuipisia, Papapapai-Tia, Sopoaga och Togitogiga och även ett mangroveområde Saanapu and Sataoa Mangroves på den södra delen. På den södra delen finns även nationalparken "O Le Pupu Pue National Park".
Befolkningen uppgår till ca 136 500 invånare  varav ca 37 000 bor i huvudstaden Apia på öns norra del. Förvaltningsmässigt är ön delad i 5 distrikt: A`ana, Aiga-i-le-Tai, Atua, Tuamasaga och Va`a-o-Fonoti.
Öns huvudflygplats Faleolo (Faleolo International Airport, flygplatskod "APW") ligger på den nordvästra delen och har kapacitet för internationellt flyg. Den mindre Fagali'i (flygplatskod "FGI") ligger bara ca 5 km öster om Apia och har kapacitet för lokalt flyg.

## Historia
Samoaöarna beboddes av polynesier sedan 1000-talet f.Kr..
Den nederländske upptäcktsresanden Jakob Roggeveen blev den 13 juni 1722 den förste europé att besöka Samoaöarna och som då namngav Upolu "Groeningen eyland".
Den 24 januari 1879 undertecknade Kejsardömet Tyskland ett fördrag med lokalbefolkningen där Kejsardömet garanterades en flottbas i Saluafata på Upolu.
Den 9 mars 1868 anlände den svenske utvandraren Gustav Nilsson till ön och den 2 januari 1891 tillträdde svenske Conrad Cedercrantz som chef för Högsta domstolen i Samoa.
Den 16 juli 1896 anlände Joshua Slocum till Upolu på sin ensamsegling jorden runt och stannade till den till 20 augusti.
1889 bosatte sig författaren Robert Louis Stevenson på ön.
Den 1 mars 1900 hissades den tyska flaggan av guvernören Wilhelm Heinrich Solf i den nya kolonin Tyska Samoa i Mulinu'u i Apia efter att stormakterna Kejsardömet Tyskland, Storbritannien och USA delat Samoaöarna genom Berlinfördraget.
Den 7 maj 1908 besökte författaren John Griffith "Jack" London ön med sin fru.
Den 25 augusti 1920 besöktes ön av krigsfartyget "HMS Renown" med kapten Edward Windsor, den blivande Edvard VIII av Storbritannien.
Den 19 mars 1927 grundades självständighetsrörelsen Mau här.
Den 5 januari 1966 anlände den amerikanske tonåringen Robin Lee Graham till Upolu under sin fem år långa (från 1965–1970) ensamsegling jorden runt.
Den 29 november 1970 besökte påven Paulus VI Upolu.
Även Elizabeth II besökte ön 1977 under sitt silverjubileum som monark.
1978 grundades nationalparken "O Le Pupu Pue National Park" som den första nationalparken i Polynesien.